# Якушев, Виктор Прохорович
Виктор Прохорович Якушев (16 ноября 1937, Москва, РСФСР, СССР — 6 июля 2001, там же, Россия) — советский хоккеист. Заслуженный мастер спорта СССР (1963).

## Биография
Родился 16 ноября 1937 года в Москве. Отец погиб на войне, мать работала в больнице.
Начинал на стадионе Юных пионеров. Играл за «Локомотив» (Москва) в одной тройке с Виктором Цыплаковым, Николаем Снетковым и заменившим его Валентином Козиным.
Единственный хоккеист, отыгравший на протяжении 25 лет в одном клубе — в «Локомотиве» с 1955 по 1979 год.
С конца 1950-х — в сборной СССР. Выступал за сборную как в одной тройке со своими партнерами по клубу, так и в 3-м звене с хоккеистами, кто не проходил в первые два звена. Ценился тренерами сборной за свою универсальность и умение выполнять «черновую» работу на хоккейной площадке.
Работал тренером в клубной команде, а затем в ДЮСШ «Локомотив» (Москва).
В начале 1990-х Якушеву помог сделать операцию на ногах Свен Тумба-Юханссон. В 1990-х работал сторожем в ледовом дворце стадиона «Локомотив».

### Смерть
27 июня 2001 года был избит в Москве неизвестными. По официальной версии — хулиганами, по версии родственников и знакомых — сотрудниками милиции, 6 июля 2001 года скончался в реанимационном отделении московской горбольницы № 15 (район Вешняки) на 64-м году жизни. Похоронен на Перовском кладбище Москвы.

### Семья
Жена Татьяна, работала администратором в ледовом дворце стадиона «Локомотив».

## Достижения
- Чемпион ЗОИ 1964. Бронзовый призёр ЗОИ 1960. На ЗОИ — 8 матчей, 9 голов
- Чемпион мира 1963—1967. Второй призёр ЧМ 1959. Третий призёр ЧМ 1960 и 1961. На ЧМ — 49 матчей, 21 гол.
- Третий призёр чемпионата СССР 1961. В чемпионатах СССР — около 400 матчей, забросил 161 шайбу.
- Лучший бомбардир чемпионата СССР (1959), дважды (1964, 1965) включался в символическую сборную «Всех звезд».
- Входил в список 34 лучших хоккеистов СССР в 1964 году.

## Награды
- орден Дружбы (1996)
- орден Трудового Красного Знамени (30.03.1965)